# La Revanche du Bâtard
La Revanche du Bâtard est un roman du terroir de Hubert de Maximy, romancier, producteur de télévision et réalisateur français, né en 1944 à Craponne-sur-Arzon en Haute-Loire.
Cet ouvrage, paru en avril 2010 aux Éditions de l’Archipel fait suite au Bâtard du bois noir dans une trilogie qui s'achève avec La Fille du Bâtard.

## Résumé
La Grande Guerre est enfin terminée, le lieutenant  Marius Malaguet rentre chez lui où plus personne ne se permet encore de l’appeler Lou Bastardou. Marié à Jeanne, son amie d’enfance, il ouvrira une scierie grâce à  l’aide du Gallu, un homme de cœur qu’il affectionne comme son père mais qui mourra malheureusement trop tôt de la grippe espagnole.
Marius devra malgré tout se défendre contre des comportements et des rumeurs qui ont la peau dure dans ce pays du Haut-Velay. Il aura à se battre et prendra sa revanche en vrai homme du terroir.
De son côté, Marie, la mère de Marius, décide de retrouver le vrai père de son fils, Johannes Alayel, blessé au combat et resté sur le front dans quelque hôpital militaire.
Sur sa route elle recueille une enfant devenue orpheline, Eugénie, et retrouve son amour, victime d’obusite, une terrible maladie de circonstance.

## Éditions
- Éditions de l’Archipel, Paris, 2010, 301 p.  (ISBN 978-2-8098-0312-9)[2]
- Le Grand Livre du Mois, Paris, 2010, 301 p.  (ISBN 978-2-286-06693-2)[3]
- Éditions de l’Archipel, Paris, 2012, 687 p. (Le Bâtard du bois noir, La Revanche du Bâtard et La Fille du Bâtard),  (ISBN 978-2-80980-881-0)[4]
- Éditions de Borée, Sayat, 2013, 396p.  (ISBN 978-2-8129-1017-3)[5]